# Robert Garcet
 (août 2024).
Si vous disposez d'ouvrages ou d'articles de référence ou si vous connaissez des sites web de qualité traitant du thème abordé ici, merci de compléter l'article en donnant les références utiles à sa vérifiabilité et en les liant à la section « Notes et références ».
Robert Garcet est né à Ghlin (Mons) le 12 avril 1912 et mort le 26 décembre 2001.

## Biographie
Entre 1950 et 1954 il construit la Tour d'Eben-Ezer.

## Filmographie
- La Légende du silex - Robert Garcet par Clovis Prévost (1990)
- Entre deux Tours  -   Rob Rombout (1987)